# شکالیاری
شهر شکالیاری (به روسی: Шкаљари) در کشور مونته‌نگرو واقع شده‌است. جمعیت این شهر ۳٫۸۹۷ نفر  است.